# 尤斯塔庫喬山
16°54′05″S 69°46′16″W / 16.90139°S 69.77111°W
尤斯塔庫喬山（Llust'a K'uchu），是秘魯的山峰，位於該國東南部普諾大區，由埃爾科廖省的聖羅薩區負責管轄，屬於安地斯山脈的一部分，海拔高度4,800米。